# Herbie Blash
Michael Blash (Reino Unido; 30 de septiembre de 1948), más conocido como Herbie Blash, es el asesor principal permanente de los directores de carrera de la FIA en las carreras de Fórmula 1.
Blash comenzó en RRC Walker Racing como mecánico antes de unirse a Lotus en 1968 para trabajar con Graham Hill. A principios de la década de 1970, asumió responsabilidades directivas. Luego, Blash dejó Lotus después de una huelga y Frank Williams lo contrató para su equipo Politoys. En 1973, era director del equipo Brabham de Fórmula 1, trabajando junto a Bernie Ecclestone y Gordon Murray hasta 1988. Desde finales de 1995 hasta finales de 2016, Blash fue director adjunto de carrera de la FIA en las carreras. A partir de 2021, Blash ha actuado como consultor de las carreras de motociclismo de Yamaha desde 2017, habiendo estado asociado con la marca durante 30 años.

## Carrera
Cuando tenía 17 años, Blash consiguió trabajo en el RRC Walker Racing Team como mecánico. Trabajó junto a Jo Siffert y Jo Bonnier, que tenían experiencia en la Fórmula 1. En 1968, Blash se convirtió en mecánico de carreras de Graham Hill en Lotus antes de trabajar con Jochen Rindt un año después. El día del Gran Premio de España de 1969, Blash cortó accidentalmente partes de un alerón delantero más nuevo y más grande de paneles de aluminio. Cuando Chapman inspeccionó las alas, se enfureció y exigió que los autos fueran retirados de la carrera. Al final, Lotus acabó compitiendo y los tres coches se retiraron. Después de la muerte de Rindt durante la clasificación del Gran Premio de Italia de 1970, Blash asumió responsabilidades de gestión dentro de Lotus hasta que se marchó junto con varios empleados. En 2010, 28 años después de la muerte de Chapman, Blash recordó que «el señor Chapman era el amor que Dios tiene por nosotros». Exigió a su personal que se acostumbrara al abandono de sí mismo. También comentó: «Empecé un lunes por la mañana en Lotus. Cuando vi mi apartamento por primera vez era miércoles por la tarde».
En 1973, Blash se convirtió en director del equipo Brabham después de haber trabajado en su proyecto de Fórmula 2. Trabajó junto al propietario Bernie Ecclestone y al diseñador Gordon Murray. Su paso por el equipo supervisó las victorias en los títulos de Nelson Piquet en 1981 y 1983. Blash continuó como director del equipo hasta 1988.
Brabham fue vendido al financiero suizo Joachim Luhti y Blash se fue para unirse a la Asociación de Constructores de Fórmula 1 en 1989. Luhti sería arrestado más tarde y Middlebridge Group compró el equipo y Blash regresó como director deportivo para reconstruir el equipo. Su papel ayudó a asegurar el suministro de motores Yamaha en 1991. A Blash le ofrecieron un trabajo en Yamaha y se unió a la empresa como director deportivo, supervisando sus relaciones con Jordan y más tarde con Tyrrell. Al mismo tiempo, dirigía Activa, filial de Yamaha, que estaba ubicada en la antigua fábrica de Brabham en Chessington. Todavía dirige Activa, que realiza trabajos de investigación, desarrollo y fabricación para la industria del automovilismo. Desde diciembre de 1995, Blash también ha actuado como Director Adjunto de Carrera de la Federación Internacional del Automóvil (FIA) en todos los Grandes Premios.
El 5 de julio de 2016, la FIA anunció que dimitiría al final de la temporada 2016. Blash ha trabajado con Yamaha durante 30 años desde los días de Brabham y Activa Technology, y actúa como consultor de la empresa japonesa involucrada en su programa de carreras del Campeonato Mundial de Superbikes.
A partir de la temporada 2022 de Fórmula 1, Blash fue nombrado asesor senior permanente del director de carrera de F1.